# Bud Lea
Merlyn «Bud» Lea (Green Bay, 6 de diciembre de 1928-Mequon, 20 de enero de 2021) fue un periodista deportivo estadounidense que se destacó por cubrir los deportes de Wisconsin. Nativo de Green Bay, asistió a Green Bay West High School y luego a la Universidad de Wisconsin-Madison. Comenzó su carrera como periodista en la universidad, donde escribió para el periódico escolar, The Daily Cardinal . Después de la universidad, fue contratado por el Post-Bulletin en Rochester (Minnesota), antes de ser contratado por el Milwaukee Sentinel en 1953. La asociación de Lea con el Sentinel duró más de 55 años e incluyó papeles como reportero de los Green Bay Packers, editor deportivo del periódico y columnista. Murió en 2021 a la edad de 92 años.

## Primeros años de vida
Bud Lea nació el 6 de diciembre de 1928 en Green Bay, Wisconsin. Creció en el lado oeste de Green Bay y asistió a Green Bay West High School. Su hermana gemela, Marilyn, acuñó su apodo «Bud». Cuando era niño, asistía a los partidos de los Green Bay Packers con su padre en el City Stadium. Después de la secundaria, asistió a la Universidad de Wisconsin-Madison, donde escribió para el periódico de la escuela, The Daily Cardinal. Cerca del final de sus estudios universitarios, le diagnosticaron colitis ulcerosa; los médicos le recomendaron que no se convirtiera en periodista de periódico debido al estrés que le producía tener que cumplir plazos diarios.

## Carrera de periodismo
Después de la universidad, consiguió un trabajo en el Post-Bulletin en Rochester (Minnesota). En 1953, se unió al Milwaukee Sentinel en el departamento de deportes. En 1954, los Packers le dieron la exclusiva cuando ninguno de sus colegas expresó su deseo de hacerlo. Cubrió la actividad de los Packers durante 19 años antes de ser ascendido a editor deportivo del periódico. Incluso como editor deportivo, todavía cubría a los Packers con una columna recurrente. Lea se retiró del Sentinel a mediados de la década de 1990 después de que se fusionara con el Milwaukee Journal. Después de jubilarse, continuó escribiendo para Packers Plus, una revista propiedad del Milwaukee Journal Sentinel centrada en los Packers, durante más de una década. Además de los Packers, Lea también cubrió otros deportes locales, incluidos los Milwaukee Braves (que luego se mudarían a Atlanta, Georgia, conservando su nombre). Lea tenía una relación notable con Bud Selig, quien era copropietario de los Bravos en ese momento, futuro propietario de los Milwaukee Brewers y futuro Comisionado de la MLB.  Lea ayudó a formar la Asociación Histórica de los Milwaukee Braves para documentar la historia del equipo en Milwaukee.
Durante el tiempo que cubrió a los Packers, Lea fue testigo de algunos de los períodos más y menos exitosos de la historia del equipo. Cuando comenzó a fines de la década de 1950, los Packers eran uno de los peores equipos de la NFL, que culminó con un récord de 1–10–1 en la temporada 1959 de la NFL, el peor de la historia en cuanto a victorias totales y porcentaje de victorias. Sin embargo, también vio la contratación de Vince Lombardi, quien llevaría al equipo a cinco campeonatos de la NFL en la década de 1960. Esto incluyó el famoso Partido de Campeonato de la NFL de 1967, conocido como el «Ice Bowl», al que Lea asistió y fue testigo de cómo Bart Starr anotó el touchdown ganador al final del juego con un mariscal de campo furtivo. Lea continuó cubriendo a los Packers en los años posteriores a Lombardi, cuando el equipo vio otro período sostenido de malos desempeños en el campo, y en la década de 1990 y principios de la década de 2000, cuando Brett Favre ayudó a liderar a los Packers a su primer campeonato desde la era Lombardi. Durante toda su carrera, Lea cubrió más de 30 Super Bowls para el Sentinel.

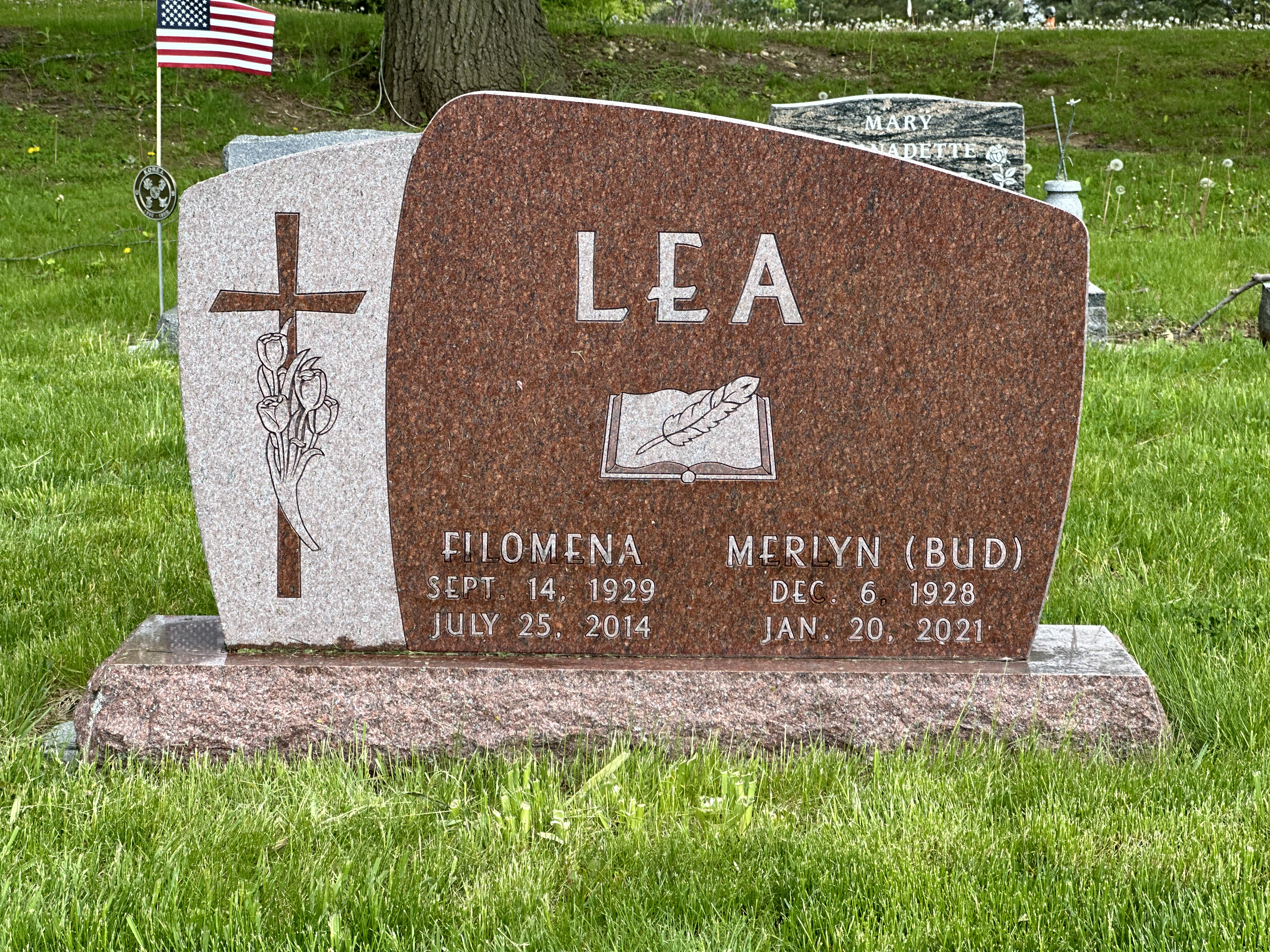
La lápida de Bud Lea en St. Mary of the Hill en Hartford, Wisconsin.

Lea era muy respetado por sus colegas y ejecutivos de los Packers, incluidos Lombardi, Bob Harlan, Cliff Christl y Mark Murphy. Señaló que Lombardi fue la persona más desafiante que cubrió, a menudo dando respuestas breves o no respondiendo en absoluto, aunque Christl señaló que Lombardi leyó la cobertura de Lea sobre los Packers «religiosamente». Christl declaró más tarde que «Lea era conocido por su cobertura exhaustiva, objetiva y agresiva del equipo». En 1987, la National Sportscasters and Sportswriters Association nombró a Lea el escritor deportivo del año de Wisconsin. En 2002, Lea escribió Magnificent Seven: The Championship Games That Built the Lombardi Dynasty, un libro sobre la era Lombardi. Dos años más tarde, fue incluido en el Salón de la Fama de los Medios del Milwaukee Press Club. En varios momentos de su carrera, Lea se desempeñó como selector o selector suplente para el Salón de la Fama del Fútbol Americano Profesional, el Salón de la Fama de los Green Bay Packers y el Salón de la Fama del Atletismo de Wisconsin. En 2020, el Salón de la Fama de los Packers creó el premio anual Bud Lea Media Award. El primer premio fue otorgado a Lea póstumamente en 2022 después de que la pandemia de COVID-19 retrasara la ceremonia por más de un año.

## Vida personal
Mientras trabajaba en el Sentinel, Lea conoció a Filomena Volpintesta. Filomena escribió una columna sobre diseño de interiores dentro del departamento femenino del periódico. Los dos se casaron en 1957 y tuvieron dos hijos. Filomena murió en 2014. Lea contrajo COVID-19 a finales de 2020, pero se recuperó. Falleció el 20 de enero de 2021, a la edad de 92 años.

### Citas
1. 1 2 3  «Merlyn D. "Bud" Lea». SchmidtandBartlet.com. Archivado desde el original el 16 de marzo de 2024. Consultado el 18 de marzo de 2024.
2. 1 2 3 4 5 6 7  Hendricks, Martin (12 de noviembre de 2014). «Bud Lea has many Packers tales to tell». Milwaukee Journal Sentinel. Archivado desde el original el 16 de marzo de 2024. Consultado el 18 de marzo de 2024.
3. 1 2 3 4 5  Hunter, Julia (21 de enero de 2021). «Bud Lea, longtime Packers writer for Milwaukee Sentinel, dies at 92». WNANews.com. Archivado desde el original el 16 de marzo de 2024. Consultado el 18 de marzo de 2024.
4. 1 2 3  Haudricourt, Tom (20 de enero de 2021). «Bud Lea, who set standard for covering Packers as beat writer for Milwaukee Sentinel, dies at 92». Milwaukee Journal Sentinel. Archivado desde el original el 16 de marzo de 2024. Consultado el 18 de marzo de 2024.
5. ↑  «Bud Selig, Executive, Class of 2017». BaseballHall.org. Archivado desde el original el 30 de noviembre de 2023. Consultado el 19 de marzo de 2024.
6. ↑  «Green Bay Packers Team Encyclopedia». Pro-Football-Reference.com. Archivado desde el original el 8 de enero de 2019. Consultado el 19 de marzo de 2024.
7. 1 2 3  Christl, Cliff (20 de enero de 2021). «Longtime Packers writer Bud Lea dies at 92». Packers.com. Archivado desde el original el 16 de marzo de 2024. Consultado el 18 de marzo de 2024.
8. ↑  Lea, 2002.
9. ↑  Allan, Lance (11 de febrero de 2021). «Legendary Milwaukee sportswriter Bud Lea will be honored at Packers Hall of Fame». TMJ4.com. Archivado desde el original el 7 de diciembre de 2023. Consultado el 18 de marzo de 2024.
10. ↑  «Green Bay Packers Hall of Fame Inc.». Packers.com. Archivado desde el original el 27 de febrero de 2024. Consultado el 19 de marzo de 2024.